# Galez
Galez é uma comuna francesa na região administrativa de Occitânia, no departamento dos Altos Pirenéus. Estende-se por uma área de 7,29 km². Em 2010 a comuna tinha 176 habitantes (densidade: 24,1 hab./km²).